# Sygehus Lillebælt
Sygehus Lillebælt (SLB) er den nye betegnelse for sygehusene i Middelfart, Kolding og Vejle efter sammenslutningen i 2008. Sygehuset består samlet set af ca. 5.000 ansatte og har et optageområde på over 300.000 indbyggere, hvilket gør sygehusenheden til den næststørste i Region Syddanmark.
Sygehusledelsen pr. 1.7.2020 udgøres af administrerende sygehusdirektør Christian Sauvr, lægefaglig direktør Thomas Larsen og sygeplejefaglig direktør Hanne Andersen.
Kolding Sygehus SLB betragtes som akutsygehuset og modtager størstedelen af de akutte patienter. Kolding Sygehus indeholder bl.a. en stor fælles specialiseret intern medicinsk afdeling, kardiologisk afdeling, organkirurgisk afdeling, ortopædkirurgisk afdeling, neurologisk afdeling, gynækologisk og obstetrisk afdeling, pædiatrisk afdeling, radiologisk afdeling og en større intensiv afdeling.
Vejle Sygehus SLB har hovedparten af alle de elektive sygehusbesøg på Sygehus Lillebælt. Her findes medicinsk afdeling, kardiologisk afdeling, onkologisk afdeling, hæmatologisk afdeling, oftalmologisk afdeling, øre-næse-hals afdeling, urinvejskirurgisk afdeling, nuklearmedicinsk afdeling, mikrobiologisk afdeling og psykiatrisk afdeling. Vejle Sygehus SLB har flere gange modtaget prisen som Danmarks bedste mellemstore sygehus. Prisen bliver uddelt på baggrund af en række forskellige kvalitetsparametre, databaseregistreringer samt patienttilfredshedsopgørelser. Sygehuset har særligt udmærket sig indenfor behandlingsområderne voksendiabetes, røntgenundersøgelse af hjertets kranspulsårer, brystkræft, lungekræft, rekonstruktion af korsbånd, screening for livmoderhalskræft og testikelkræft.
Middelfart Sygehus SLB indeholder en større rygmedicinsk og -kirurgisk afdeling, røntgenafdeling og retspsykiatrien.
Sygehusapotek Fredericia og Kolding Sygehuse er det sygehusapotek, som er tilknyttet de fynske sygehuse.